# 2003-as fedett pályás atlétikai világbajnokság
A 2003-as fedett pályás atlétikai világbajnokságot Birminghamben, Nagy-Britanniában rendezték március 14. és március 16. között. A vb-n 28 versenyszámot rendeztek.

## A magyar sportolók eredményei
Magyarország a világbajnokságon hét sportolóval képviseltette magát.

## Éremtáblázat
(A táblázatban a rendező nemzet eltérő háttérszínnel kiemelve.)
| Helyezés | Nemzet               | Arany | Ezüst | Bronz | Összesen |
| 1.       | Egyesült Államok     | 8     | 3     | 4     | 15       |
| 2.       | Oroszország          | 5     | 5     | 2     | 12       |
| 3.       | Svédország           | 4     | 0     | 0     | 4        |
| 4.       | Nagy-Britannia       | 2     | 3     | 2     | 7        |
| 5.       | Etiópia              | 2     | 0     | 1     | 3        |
| 5.       | Franciaország        | 2     | 0     | 1     | 3        |
| 7.       | Spanyolország        | 1     | 4     | 1     | 6        |
| 8.       | Németország          | 1     | 1     | 2     | 4        |
| 9.       | Ukrajna              | 1     | 1     | 1     | 3        |
| 9.       | Jamaica              | 1     | 1     | 1     | 3        |
| 11.      | Mozambik             | 1     | 0     | 0     | 1        |
| 12.      | Fehéroroszország     | 0     | 2     | 1     | 3        |
| 13.      | Kamerun              | 0     | 2     | 0     | 2        |
| 14.      | Kenya                | 0     | 1     | 2     | 3        |
| 15.      | Bahama-szigetek      | 0     | 1     | 1     | 2        |
| 15.      | Kuba                 | 0     | 1     | 1     | 2        |
| 17.      | Ausztria             | 0     | 1     | 0     | 1        |
| 17.      | Dánia                | 0     | 1     | 0     | 1        |
| 17.      | Saint Kitts és Nevis | 0     | 1     | 0     | 1        |
| 20.      | Lengyelország        | 0     | 0     | 2     | 2        |
| 21.      | Brazília             | 0     | 0     | 1     | 1        |
| 21.      | Csehország           | 0     | 0     | 1     | 1        |
| 21.      | Írország             | 0     | 0     | 1     | 1        |
| 21.      | Marokkó              | 0     | 0     | 1     | 1        |
| 21.      | Hollandia            | 0     | 0     | 1     | 1        |
| 21.      | Kína                 | 0     | 0     | 1     | 1        |
| 21.      | Szenegál             | 0     | 0     | 1     | 1        |
| Összesen | Összesen             | 28    | 28    | 29    | 85       |

## Érmesek
- WR – világrekord
- CR – világbajnoki rekord
- AR – kontinens rekord
- NR – országos rekord
- PB – egyéni rekord
- WL – az adott évben aktuálisan a világ legjobb eredménye
- SB – az adott évben aktuálisan az egyéni legjobb eredmény

### Férfi
| Versenyszám     | Arany                                                                           | Arany      | Ezüst                                                                         | Ezüst     | Bronz                                                                                          | Bronz     |
| --------------- | ------------------------------------------------------------------------------- | ---------- | ----------------------------------------------------------------------------- | --------- | ---------------------------------------------------------------------------------------------- | --------- |
| 60 m            | Justin Gatlin · Egyesült Államok                                                | 6,46       | Kim Collins · Saint Kitts és Nevis                                            | 6,53      | Jason Gardener · Nagy-Britannia                                                                | 6,55      |
| 200 m           | Marlon Devonish · Nagy-Britannia                                                | 20,62      | Joseph Batangdon · Kamerun                                                    | 20,76     | Dominic Demeritte · Bahama-szigetek                                                            | 20,92     |
| 400 m           | Tyree Washington · Egyesült Államok                                             | 45,34      | Daniel Caines · Nagy-Britannia                                                | 45,43     | Paul McKee · Írország                                                                          | 45,99     |
| 400 m           | Tyree Washington · Egyesült Államok                                             | 45,34      | Daniel Caines · Nagy-Britannia                                                | 45,43     | Jamie Baulch · Nagy-Britannia\|                                                                | 45,99     |
| 800 m           | David Krummenacker · Egyesült Államok                                           | 1:45,69    | Wilson Kipketer · Dánia                                                       | 1:45,87   | Wilfred Bungei · Kenya                                                                         | 1:46,54   |
| 1500 m          | Driss Maazouzi · Franciaország                                                  | 3:42,59    | Bernard Lagat · Kenya                                                         | 3:42,62   | Abdelkader Hachlaf · Marokkó                                                                   | 3:42,71   |
| 3000 m          | Haile Gebrselassie · Etiópia                                                    | 7:40,97    | Alberto Garcia · Spanyolország                                                | 7:42,08   | Luke Kipkosgei · Kenya                                                                         | 7:42,56   |
| 60 m gát        | Allen Johnson · Egyesült Államok                                                | 7,47       | Anier Garcia · Kuba                                                           | 7,49      | Liu Xiang · Kína                                                                               | 7,52      |
| 4 × 400 m váltó | Jamaica · Leroy Colquhoun · Danny McFarlane · Michael Blackwood · Davian Clarke | 3:04,21 NR | Nagy-Britannia · Jamie Baulch · Timothy Benjamin · Cori Henry · Daniel Caines | 3:06,12   | Lengyelország · Rafał Wieruszewski · Grzegorz Zajączkowski · Marcin Marciniszyn · Marek Plawgo | 3:06,61   |
| Magasugrás      | Stefan Holm · Svédország                                                        | 235 cm     | Jaroszlav Ribakov · Oroszország                                               | 233 cm    | Henadz Maroz · Fehéroroszország                                                                | 230 cm    |
| Rúdugrás        | Tim Lobinger · Németország                                                      | 580 cm     | Michael Stolle · Németország                                                  | 575 cm    | Rens Blom · Hollandia                                                                          | 575 cm NR |
| Távolugrás      | Dwight Phillips · Egyesült Államok                                              | 829 cm     | Yago Lamela · Spanyolország                                                   | 828 cm    | Miguel Pate · Egyesült Államok                                                                 | 821 cm    |
| Hármasugrás     | Christian Olsson · Svédország                                                   | 17,70 m    | Walter Davis · Egyesült Államok                                               | 17,35 m   | Yoelbi Quesada · Kuba                                                                          | 17,27 m   |
| Súlylökés       | Manuel Martínez · Spanyolország                                                 | 21,24 m    | John Godina · Egyesült Államok                                                | 21,23 m   | Jurij Bilonoh · Ukrajna                                                                        | 21,13 m   |
| Hétpróba        | Tom Pappas · Egyesült Államok                                                   | 6361 pont  | Lev Lobogyin · Oroszország                                                    | 6297 pont | Roman Šebrle · Csehország                                                                      | 6196 pont |

### Női
| Versenyszám     | Arany                                                                                 | Arany     | Ezüst                                                                       | Ezüst      | Bronz                                                                           | Bronz     |
| --------------- | ------------------------------------------------------------------------------------- | --------- | --------------------------------------------------------------------------- | ---------- | ------------------------------------------------------------------------------- | --------- |
| 60 m            | Angela Williams · Egyesült Államok                                                    | 7,16      | Torri Edwards · Egyesült Államok                                            | 7,17       | Merlene Ottey · Szlovénia                                                       | 7,20      |
| 200 m           | Muriel Hurtis · Franciaország                                                         | 22,54     | Anasztaszija Kapacsinszkaja · Oroszország                                   | 22,80      | Juliet Campbell · Jamaica                                                       | 22,81     |
| 400 m           | Natalja Nazarova · Oroszország                                                        | 50,83     | Christine Amertil · Bahama-szigetek                                         | 51,11      | Grit Breuer · Németország                                                       | 51,13     |
| 800 m           | Maria Mutola · Mozambik                                                               | 1:58,94   | Stephanie Graf · Ausztria                                                   | 1:59,39    | Mayte Martínez · Spanyolország                                                  | 1:59,53   |
| 1500 m          | Regina Jacobs · Egyesült Államok                                                      | 4:01,76   | Kelly Holmes · Nagy-Britannia                                               | 4:02,66    | Jekatyerina Rozenberg · Oroszország                                             | 4:02,80   |
| 3000 m          | Berhane Adere · Etiópia                                                               | 8:40,25   | Marta Domínguez · Spanyolország                                             | 8:42,12    | Meseret Defar · Etiópia                                                         | 8:42,58   |
| 60 m gát        | Gail Devers · Egyesült Államok                                                        | 7,81      | Glory Alozie · Spanyolország                                                | 7,90       | Melissa Morrison · Egyesült Államok                                             | 7,92      |
| 4 × 400 m váltó | Oroszország · Natalja Antyjuh · Julija Pecsonkina · Oleszja Zikina · Natalja Nazarova | 3:28,45   | Jamaica · Ronetta Smith · Catherine Scott · Sheryl Morgan · Sandie Richards | 3:31,23    | Egyesült Államok · Monique Hennagan · Meghan Addy · Brenda Taylor · Mary Danner | 3:31,69   |
| Magasugrás      | Kajsa Bergqvist · Svédország                                                          | 201 cm    | Jelena Jeleszina · Oroszország                                              | 199 cm     | Anna Csicserova · Oroszország                                                   | 199 cm    |
| Rúdugrás        | Szvetlana Feofanova · Oroszország                                                     | 480 cm WR | Jelena Iszinbajeva · Oroszország                                            | 460 cm     | Monika Pyrek · Lengyelország                                                    | 445 cm    |
| Távolugrás      | Tatyjana Kotova · Oroszország                                                         | 684 cm    | Inesza Kravec · Ukrajna                                                     | 672 cm     | Maurren Maggi · Brazília                                                        | 670 cm    |
| Hármasugrás     | Ashia Hansen · Nagy-Britannia                                                         | 15,01 m   | Françoise Mbango Etone · Kamerun                                            | 14,88 m NR | Kéné Ndoye · Szenegál                                                           | 14,72 m   |
| Súlylökés       | Irina Korzsanyenko · Oroszország                                                      | 20,55 m   | Nadzeja Asztapcsuk · Fehéroroszország                                       | 20,31 m    | Astrid Kumbernuss · Németország                                                 | 19,86 m   |
| Ötpróba         | Carolina Klüft · Svédország                                                           | 4933 pont | Natallja Szazanovics · Fehéroroszország                                     | 4715 pont  | Marie Collonvillé · Franciaország                                               | 4644 pont |

- Michelle Collins (USA) nyerte meg a női 200 m-es versenyszámot, de utólag kizárták.